# Hypochilidae

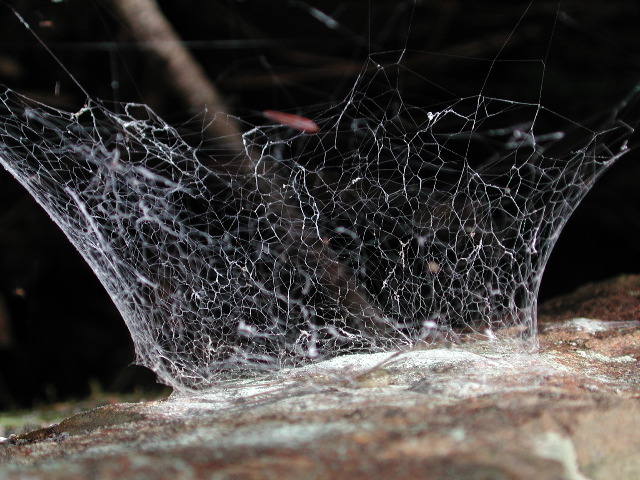
Mạng nhện Hypochilus

Hypochilidae là một họ nhện. Họ này chứa 2 chi với tổng cộng khoảng 12 loài. Họ Hypochilidae là một trong những nguyên thủy nhất của loài nhện araneomorphae. Có hai và mười hai loài hiện đang được công nhận. Tại Hoa Kỳ, loài này chủ yếu liên hệ với dãy núi Appalachian, Rocky và California. Mười trong số các loài được biết đến được tìm thấy trong các phạm vi này, tất cả đều trong chi Hypochilus. Chi Ectatosticta được tìm thấy ở Trung Quốc.

## Loài
Ectatosticta Simon, 1892 — China
- Ectatosticta davidi (Simon, 1889)
- Ectatosticta deltshevi Platnick & Jäger, 2009

Hypochilus Marx, 1888 — USA
- Hypochilus bernardino Catley, 1994
- Hypochilus bonneti Gertsch, 1964
- Hypochilus coylei Platnick, 1987
- Hypochilus gertschi Hoffman, 1963
- Hypochilus jemez Catley, 1994
- Hypochilus kastoni Platnick, 1987
- Hypochilus petrunkevitchi Gertsch, 1958
- Hypochilus pococki Platnick, 1987
- Hypochilus sheari Platnick, 1987
- Hypochilus thorelli Marx, 1888